# Ан Епълбаум
Ан Елизабет Епълбаум (на английски: Anne Elizabeth Applebaum) е американско-полска журналистка и историчка.
Епълбаум работи за големи периодични англоезични издания, като „Индипендънт“, „Спектейтър“, „Дейли Телеграф“, „Ивнинг Стандарт“, а през 2001 – 2005 година е член на редакционния съвет на „Вашингтон Поуст“. Наред с журналистическата си работа тя пише и няколко книги за историята на комунистическите режими, като за изследването си на съветския ГУЛАГ „Gulag: A History“ (2003) получава награда „Пулицър“.

## Биография
Родена е на 25 юли 1964 година във Вашингтон в еврейско семейство на адвокат и галеристка.. Баща ѝ Харви Епълбаум е адвокат. Майка ѝ Елизабет работи дълги години в художествената галерия „Коркоран“ във Вашингтон. През 1982 г. Ан Епълбаум завършва частно квакерско училище. През 1986 г. завършва история и литература в Йейлския университет, а след това заминава със стипендия Маршал (Marshall Scholarship) в Лондонското училище по икономика (съкратено LSE, ЛУИ), където завършва магистратура по международни отношения през 1987 г.
През 1988 г. заминава за Варшава като кореспондент на списание „Икономист“
През 1992 г. се омъжва за полския политик Радослав Шикорски, а през 2013 г. получава полско гражданство.
През 90-те години на XX век живее в Лондон и Варшава и сътрудничи на различни английски издания. Първото ѝ произведение е готварска книга за полската кухня. Става очевидец на нежните революции в Източна Европа и през 1996 г. излиза пътеписът ѝ „Между Изтока и Запада“ (на английски: Between East and West, награден с премия „Адолф Бентинк“).
Журналистическата и дейност включва 15 години сътрудничество за Вашингтон поуст (колумнист и член на редакторския съвет), сътрудник и заместник редактор на Спектейтър, политически редактор на Ивнинг стандарт, колумнист за Слейт, Дейли Телеграф и Сънди Телеграф. Член е на редколегията на списание The American Interest и The Atlantic.
През 2003 г. е публикувана най-известната ѝ книга: за историята на ГУЛАГ Gulag: A History, за която получава премия „Пулицър“ (2004). Книгата е преведена на няколко езика, на български излиза през 2005 г. със заглавие „Лагерите на смъртта ГУЛАГ“.
Книгата ѝ „Iron Curtain: The Crushing of Eastern Europe 1944 – 1956“ (2012) описва налагането на тоталитарните режими в Източна Европа и е наградена с наградата Къндил (на английски: Cundill Prize) в Канада и редица други награди.
През 2012 – 2013 г. оглавява катедрата по международни отношения в Лондонското училище по икономика, а от края на 2016 г. е професор в Института по глобални проблеми към ЛУИ, . Освен това е старши сътрудник в Johns Hopkins School of Advanced International Studies към университет „Джонс Хопкинс“ и в института Агора (Agora Institute). В последния ръководи ARENA – програма за изследвания на дезинформацията и пропагандата през XXI век .
През декември 2021 г. е избрана за член на борда на наградите „Пулицър“ заедно с Габриел Ескобар.
Андре Либих нарича Епълбаум „ангажиран журналист“. През 2019 г е сред подписалите „Отворено писмо срещу политическите репресии в Русия“.

## Отличия и награди
- 1992 Носителка на британската мемориална награда „Чарлз Дъглас“
- 2003 Финалистка за National Book Award в раздел Nonfiction за книгата ѝ Gulag: A History[19]
- 2003 Носителка на британската награда „Дъф Купър“ за книгата ѝ Gulag: A History
- 2004 Носителка на наградата „Пулицър“ в раздел General Non-Fiction за книгата ѝ Gulag: A History[20]
- 2008 Носителка на естонския Орден на кръста на земята на Мария, 3 степен
- 2008 Носителка на литовската Хилядолетна звезда[21]
- 2010 Носителка на унгарската награда „Петьофи“
- 2012 Офицерски кръст на Ордена за заслуги пред Република Полша[22]
- 2012 Финалистка за National Book Award в раздел Nonfiction за книгата ѝ Iron Curtain: The Crushing of Eastern Europe 1944–1956[23]
- 2013 Носителка на американската награда за историческо изследване „Кандил“ за книгата ѝ Iron Curtain: The Crushing of Eastern Europe 1944–1956[24]
- 2013 Носителка на медала на херцога на Уестминстър за военна литература за книгата ѝ Iron Curtain: The Crushing of Eastern Europe 1944–1956[25]
- 2017 Почетен доктор на Джорджтаунски университет[26]
- 2017 Почетен доктор на Националния университет „Киево-Могилянска академия“[27]
- 2017 Носителка на британската награда „Дъф Купър“ за книгата ѝ Red Famine: Stalin's War on Ukraine
- 2017 Носителка на годишната награда на фонда на Емелян и Татяна Антонович.[28]
- 2018 Носителка на канадската награда „Лайънъл Гелбър“ за книгата ѝ Red Famine: Stalin's War on Ukraine[29]
- 2018 Почетен професор на Вроцлавския университет[30]
- 2019 Носителка на италианската награда „Нонино“[31]
- 2019 Носителка на украинския Орден на княгиня Олга, III степен[32]
- 2021 Финалистка за National Magazine Awards в категориите „Есеистика и критика“ и „Колонки и коментари“[33]
- 2021 Носителка на международната награда за публицистика на испанския вестник „Ел Мундо“[34]
- 2022 Носителка на украинския Орден на княгиня Олга, II степен[35]
- 2024 Носителка на Наградата за мир на немските книгоразпространители[36]

## Избрана библиография
- Applebaum, Anne. Between East and West: Across the Borderlands of Europe.   Pantheon Books, 1994.; преиздадена: Random House, 1995; Penguin, 2015; and Anchor, 2017
- Gulag: A History, Doubleday, 2003, 677 pages, ISBN 0-7679-0056-1; paperback, Bantam Dell, 2004, 736 pages, ISBN 1-4000-3409-4
  - Епълбаум, Ан. Лагерите на смъртта ГУЛАГ.   София, ЛиК, 2005. ISBN 954-607-669-4. с. 626.
- Iron Curtain: The Crushing of Eastern Europe, 1944 – 1956, Allen Lane, 2012, 614 pages, ISBN 978-0-713-99868-9 / Doubleday ISBN 978-0-385-51569-6
  - Апълбаум, Ан. Желязната завеса: Рухването на Източна Европа 1944 - 1956.   София, Рива, 2012. ISBN 978-954-320-566-0. с. 536.
- Gulag Voices: An Anthology, Yale University Press, 2011, 224 pages, ISBN 9780300177831
- From a Polish Country House Kitchen, Chronicle Books, 2012, 288 pages, ISBN 1-452-11055-7
- Red Famine: Stalin's War on Ukraine, Penguin Randomhouse, 2017[37][38]
- Twilight of Democracy: The Seductive Lure of Authoritarianism, Doubleday, 2020, 224 pages, ISBN 978-0385545808
- Wybór (Choice), Agora, 2021, 320 pages, ISBN 978-8326838255
- Autocracy, Inc.: The Dictators Who Want to Run the World, Doubleday, 2024, 224 pages, ISBN 978-0385549936
  - Епълбаум, Ан. Конгломератът Автокрация. Диктаторите, които искат да управляват света.   София, Изток-Запад, 2025. ISBN 978-619-01-1579-3. с. 176.